# Plumbago zeylanica
Espèce
Synonymes
- Plumbago scandens L.[1]

Plumbago zeylanica est une espèce de plantes à fleurs de la famille des Plumbaginaceae. C'est une plante herbacée ou buissonnante, à répartition pantropicale et appartenant au groupe des Dentelaires. 
Carl von Linné a distingué l'espèce paléotropicale sous le nom de P. zeylanica de celle néotropicale sous le nom de P. scandens, mais elles sont aujourd'hui considérés comme désignant un même taxon.
Cette espèce est connue sous les noms de plombago de Ceylan en français, pervenche à fleurs blanches à La Réunion, ou en anglais Ceylon leadwort, doctorbush ou wild leadwort.

## Description
Ses tiges glabres sont prostrées, grimpantes, ou érigées. Les feuilles, pétiolées ou sessiles, sont de forme ovale, elliptique-lancéolée, ou spatulée à oblancéolé et mesurent de 5-9 centimètres de long pour 2,5-4 centimètres de large. Les inflorescences mesurent 3-15 centimètres de long et l'axe principal et les calices sont couvertes de glandes sécrétant un exsudat visqueux. Les bractées lancéolées mesurent 3-7 millimètres de long pour 1-2 millimètres de large. Le fleurs portent une blanche corolle hétérostylées  d'un diamètre de 17-33 millimètres porté au bout d'un tube long de 12,5–28 millimètres. Les fruits sont des capsules longues de 7,5–8 millimètres, contenant des graines brun rougeâtre à brun foncé.

## Galerie de photographies

Plumbago zeylinaca, Jardin botanique de la reine Sirikit, Thaïlande
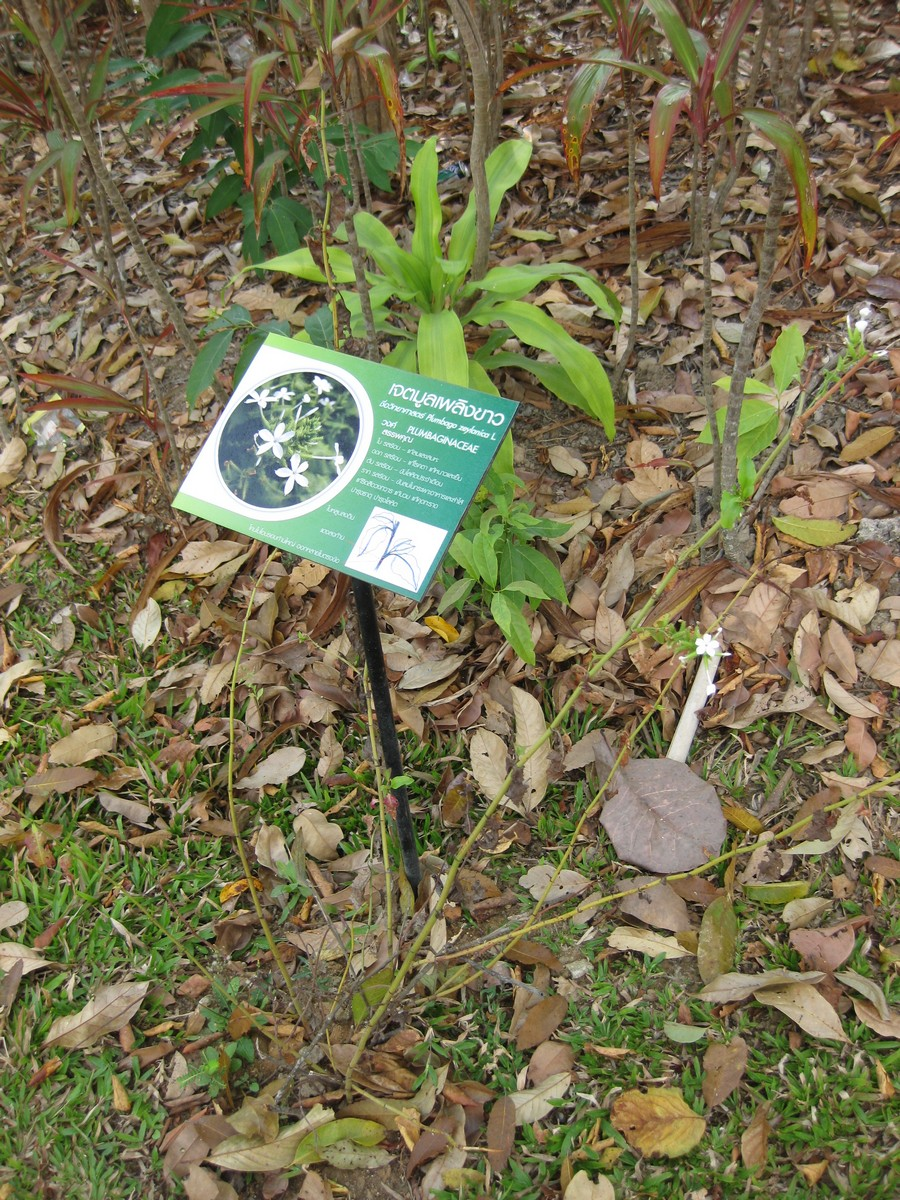
Plumbago zeylanica
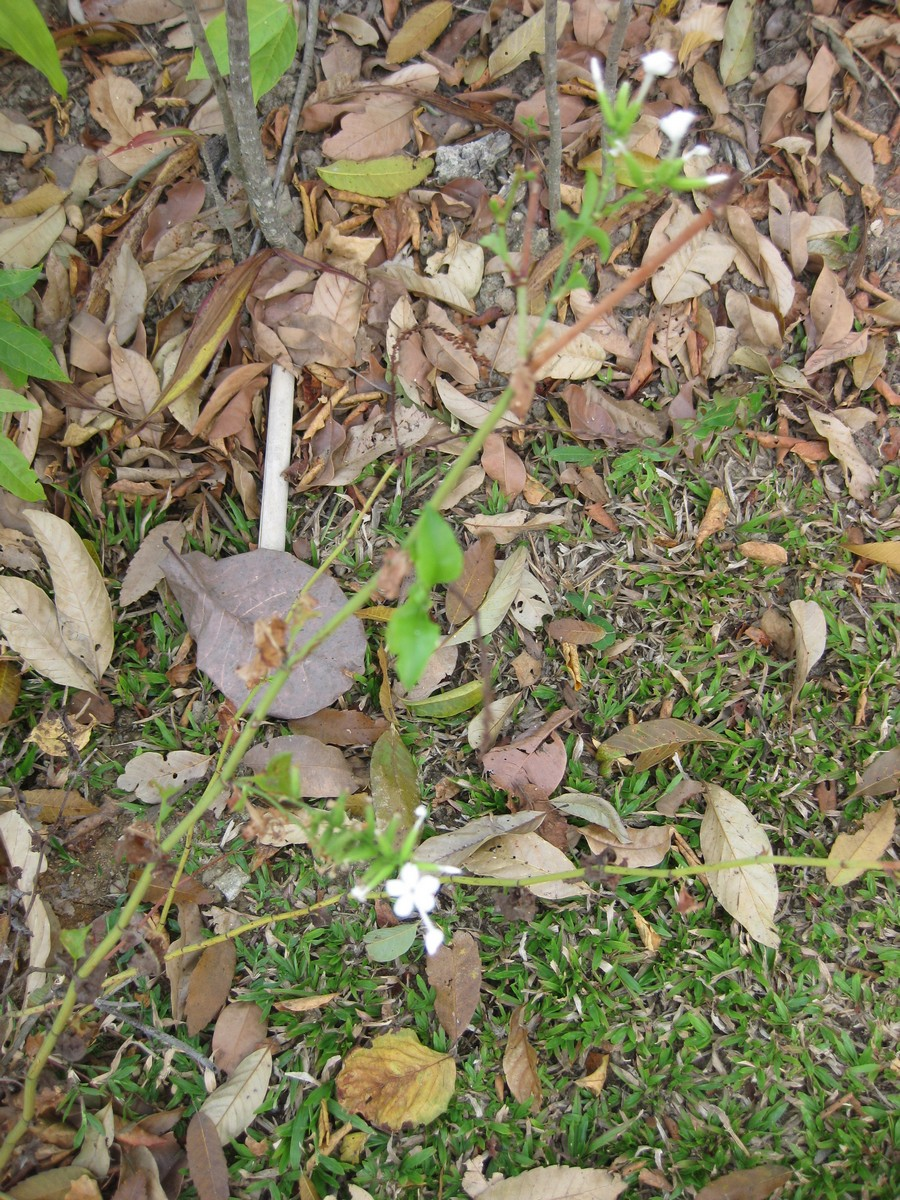
Tiges
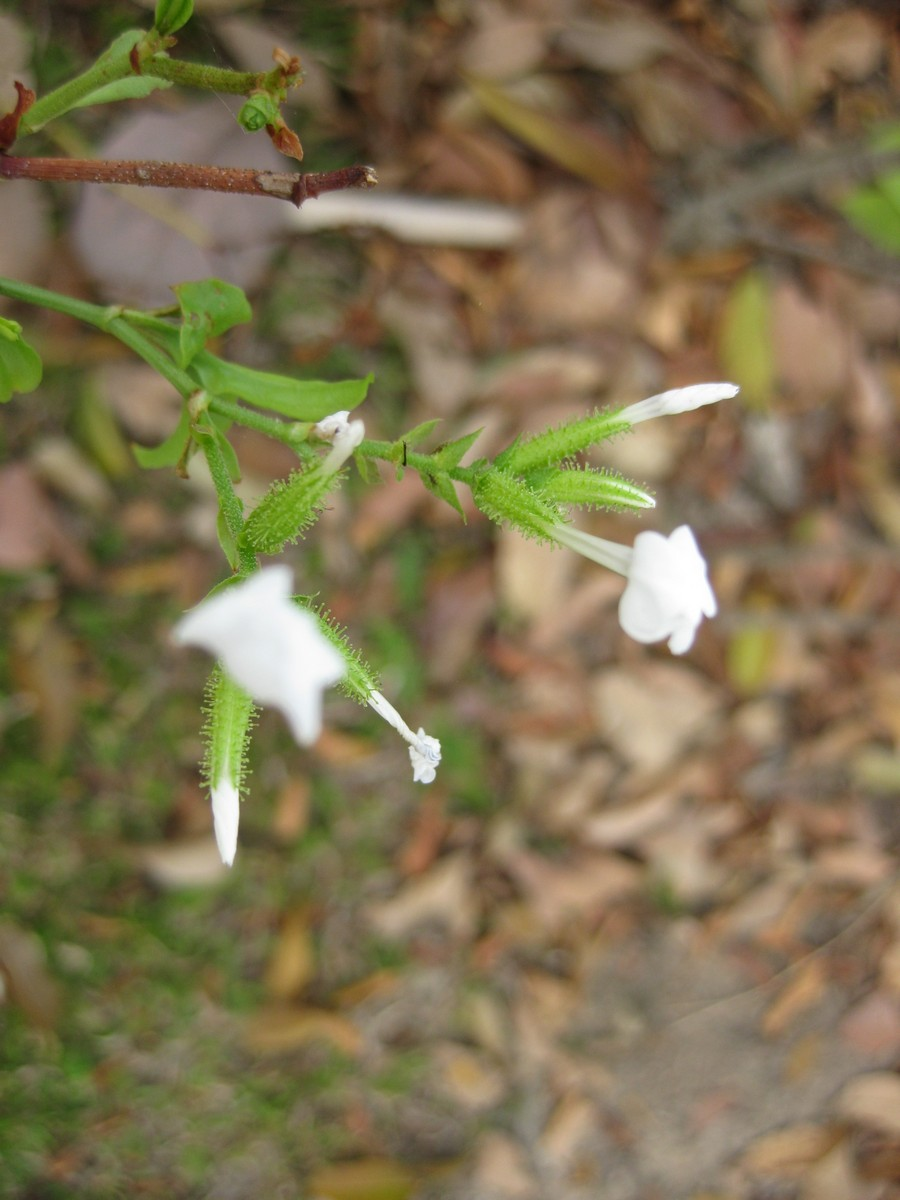
Fleurs
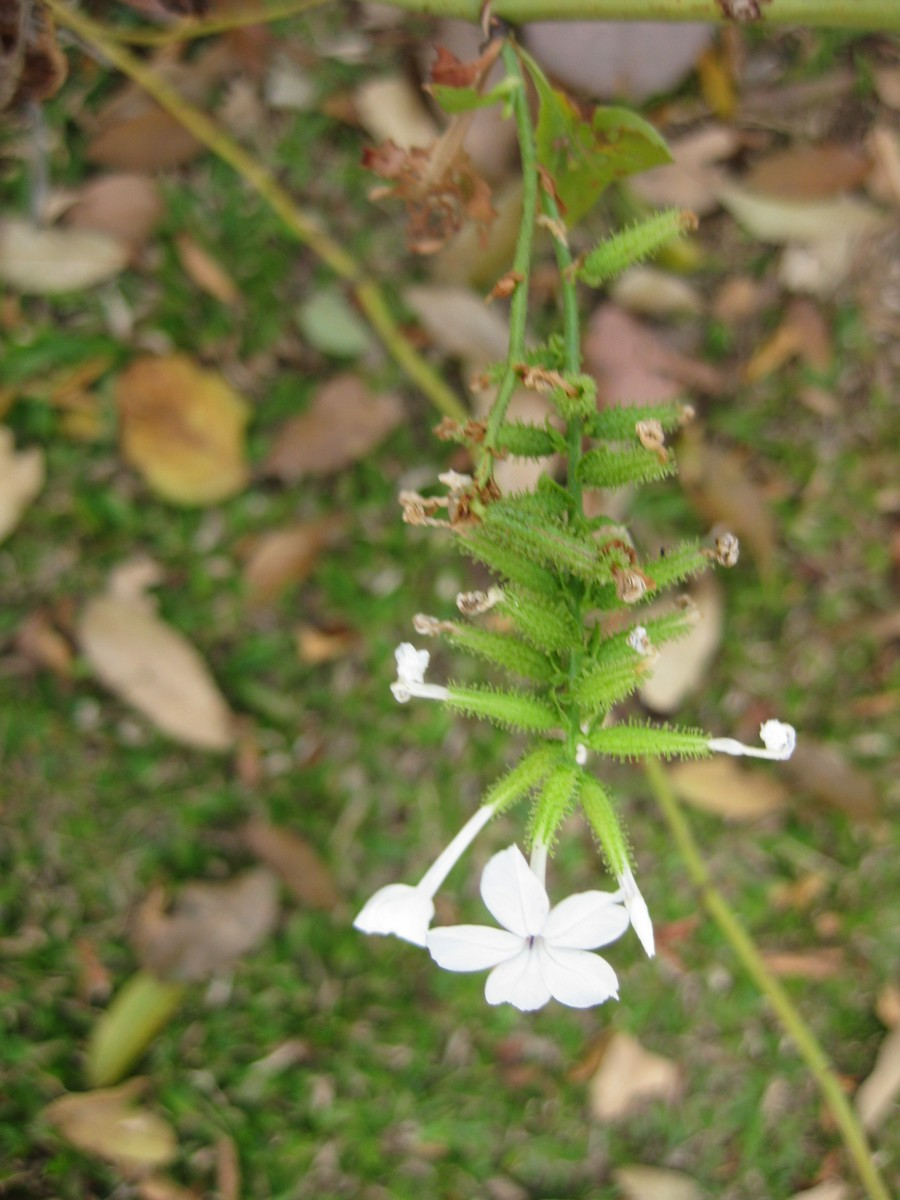
Fleurs
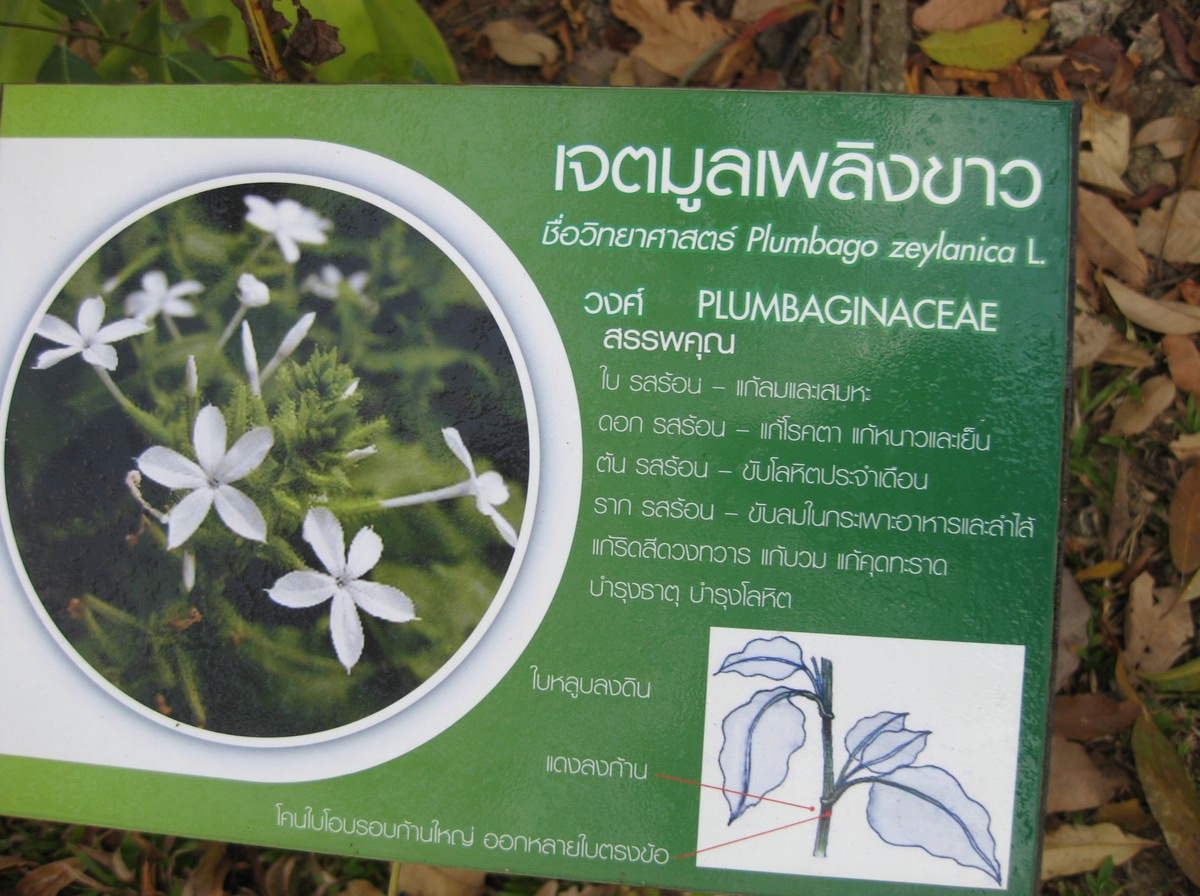
Panneau descriptif en langue siamoise

## Propriétés
Les extraits de cette plantes ont montré une puissante activité larvicide contre les larves de moustique Aedes aegypti sans présenter de toxicité pour les poissons.
L'extrait à l'hexane  de Plumbago zeylanica ont montré une activité contre le virus de la maladie de Carré, une activité antimicrobienne. L'extrait de Plumbago zeylanica au méthanol a montré une activité inotrope positive et des effets sur les nématodes gallogènes Meloidogyne spp..
Une étude a été réalisée sur le spectre enzymatique de Plantes médicinales incluant Plumbago Linn. et sur le spectre bioactif de la "Plumbagine"